# 李泰彬
李泰彬（韓語：이태빈，1996年1月22日—），本名李勢雄，韓國男演員，曾為男子組合MYTEEN成員。

## 簡歷
李泰彬於1996年1月出生，中學時期曾為學生會會長，在高中時因學習成績優秀前往新西蘭留學兩年，並在19歲時以常春藤盟校為目標。由於在當地語言不通，因此經常一個人看電影和電視劇，產生「想成為傳達感情的人」之想法，之後瞞着父母返回韓國實現夢想。
2017年，他以男子組合MYTEEN成員身份開始演藝活動，在隊伍中為主Rapper，出道前為首個拍攝廣告的成員。然則，其偶像時期生活令他感到不安，因他並非擅長舞蹈和唱歌，因此在組合活動過程中感到畏縮。而他周邊的人在他為MYTEEN成員時，雖然皆認為可以同時進行偶像和演員活動，但由於他認為在實力不足的情況下，兩件事並行是充滿貪慾。因此，為了集中精力演戲，他決定退出組合。2018年12月，他正式宣布退出MYTEEN，專注於學習演技以準備成為演員。
2019年，他透過參與話劇活動積累演技，透過試鏡獲得參演話劇《Another Country》的機會，但初期因演技欠佳在網上被嚴厲批評，在經歷大量練習後才獲得「成長型演員」的稱號，並出現去看他演戲的粉絲。同年年末，他獲經紀公司注意加入電視劇演員的行列，並於2020年同樣透過試鏡獲《Penthouse》導演朱東民採用加入劇組。他因劇集的關注度極高而提高了知名度，然則劇集第一季的青年演員部分佔比較少，因而其戲份並不多。2021年，《Penthouse》的第二季開播，其角色因出現變化而受注目。

## 音樂作品
關於泰彬的團體活動，請參閱 MYTEEN #音樂作品

## 演出作品

### 舞台劇
| 年份                       | 劇名            | 角色          |
| 2019（初演）- 2020（再演） | Another Country | 멘지스        |
| 2024                       | 天使在美國      | Louis Ironson |

### 電視劇
| 年份   | 電視台        | 劇名                   | 角色   |
| 2018年 | MBN           | 《Rich Man》           | 李才英 |
| 2020年 | MBC           | 《365：逆轉命運的1年》 | 崔英雄 |
| 2020年 | SBS           | 《Penthouse》          | 李敏赫 |
| 2021年 | SBS           | 《Penthouse 2》        | 李敏赫 |
| 2021年 | SBS           | 《Penthouse 3》        | 李敏赫 |
| 2021年 | YouTube       | 《Delivery》（網路劇） | 道基煥 |
| 2024年 | Cinema Heaven | 《戀愛至上主義區域》   | 泰明河 |

### 音樂錄影帶
| 發布日期      | 歌手   | 歌名                              |
| 2016年7月14日 | GB9    | 《Just Like You (feat. NiiHWA)》] |
| 2019年2月21日 | 유성은 | 《Deep》                          |

## 外部連結
- 李泰彬的Instagram帳戶
- 李泰彬的Daum cafe （页面存档备份，存于）
- 李泰彬的新浪微博
- 李泰彬在NAVER上的资料